# Lenartov
Lenartov é um município da Eslováquia, situado no distrito de Bardejov, na região de Prešov. Tem 14,78 km² de área e sua população em 2018 foi estimada em 1.162 habitantes.

## Demografia
| Ano:        | 1994 | 2004    | 2014    | 2024 |
| ----------- | ---- | ------- | ------- | ---- |
| Broj ljudi: | 786  | 984     | 1100    | 1232 |
| Razlika:    |      | +25,19% | +11,78% | +12% |

| Ano:               | 2023 | 2024   |
| ------------------ | ---- | ------ |
| Número de pessoas: | 1217 | 1232   |
| Diferença:         |      | +1,23% |